# メダロット (架空のロボット)
「メダロット」とは、ほるまりん原作のゲームソフト、及びそこから派生した漫画作品、アニメ作品に出てくる人型機械の名称である。
当記事では、最低基礎設定を元に、各メディアで取捨選択し拡充したものを含めて記載する。

## メダロットとは
メダロットとは、メダルによって機動する人型機械、つまりメダルロボットの略称である。その機体はメダルを中核とし、筋肉兼運動神経となるティンペットと外殻となるパーツから構成されている。基本フレームであるティンペットに四種のパーツ、頭胸部パーツ、左腕パーツ、右腕パーツ、脚部パーツを装着、最後に人工知能の役割を果たすメダルを装填する事により、人間と同等以上の知能と行動力を有した、全長約1m程の人型ロボットが完成するのである。メダロットの作品全般においての最低基礎部分は、当説明のとおりとなっている。
舞台となる社会では、基本的に人間とともに生活し、メダルの持ち主とバディを組む形で活動を行う。全てのメダロットにバディが存在するわけではなく、一人の野良としてどこかで生活するケースもある。そして、「ロボトル」というメダロット同士で戦うチーム競技において、自己判断やバディの指示を元に相手のメダロットと戦い合う。上記パーツに耐久力が存在し、耐久力を全て奪われると機能停止、最終的にリーダー機の頭部の破壊、機能停止させたメダロットの数、攻撃を成功させた回数で勝負が判定される。
各メダロットを構成するパーツの型番アルファベットは、モチーフとなった物の英語表記かローマ字読み、メダロット自体の名称のローマ字読みが元（例えば、メタルビートルの型番「KBT」はカブトムシのローマ字読みの子音の文字3つ (KaBuTo) が元）。
以上が、メダロットの大元で共通する最低限の設定となっている。メダロットが生まれた背景や、人格であるメダルの生まれなどはメディアごとに解釈が異なる。
漫画版やゲーム版においては、メダロットは、宇宙より地球や月に飛来した存在で、その痕跡が各地の遺跡に残る。そのメダルは、地球に飛来する際にカブトムシやクワガタムシとしての特性を取り込んだ。本来のメダロットは「キッズ」と呼ばれる小型メダロットと、それを統括する大型の「マザー」メダロットによって構成されていて、マザーには知恵と大きな力、そして「降りた星で殖えろ」という使命が与えられていた。だが地球に降りたマザー達はどういう訳か（「嫌だったから」とも「ただの気まぐれ」とも言われている）その使命に従う事を拒否し、キッズ共々眠りに就いた。現在はマザーの大半が化石と化しており、キッズのみが量産されている。

## メダロットの構成

### ティンペット
ティンペットは直訳すると「ブリキの友達」であり、機能的にはメダロット本体の神経となり、電気信号で収縮するケーブルマッスルケーブルが素材として使われることにより、様々なパーツへの対応と柔軟な動きを実現している。ゲームやアニメでは固い「骨」のように描かれているが、原作者であるほるまりんの漫画版では、弛緩した筋肉のように描かれている。
メダロットにとっては神経であるが、初代からBRAVEまでは人間の骨格を思わせるデザインであった。『メダロットDS』においてそのデザインが一新され、より「神経」や「内臓」を意識させるデザインとなった。ただし『メダロット7』のOPにおいて旧作のデザインのティンペットが登場しており、両者のティンペットは技術的に繋がっていることが示唆されている。その一方で2020年2月現在の最新作である『メダロットS』においては旧作のデザインに差し戻されている。また特殊な例として上記作品のいずれとも世界観を共有しない真型のティンペットのデザインは以上のどちらとも大きく異なる独自のデザインとなっている。
男女のティンペットに別れ、同性か両性パーツしか装着できない。

### パーツ
パーツとは前記した通り、装着部位に合わせて四種に分類された部品であり、機能的には外殻や筋肉の役割を果たす。外殻の素材にはNFRP (Neuron.Fiber.Resin.Polyester.) 装甲とサイプラシウム合金が複合的にもちいられている。NFRPは熱や接触を感じ取る感覚神経を有する装甲であり、より人間らしい行動を可能とし、一方サイプラシウム合金は電気を流すことで重量が減少する、即ち浮力が発生する性質を持つ。筋肉には前述のマッスルケーブルが使用されている。
4種類のパーツのうち頭部はこれが破壊されると全ての機能が停止、メダルが強制的にパージされる。両腕同様に行動が行えるが回数制限が存在し、その分性能は両腕より強力な傾向がある。また、直接攻撃ではなく支援的な行動が充てがわれるケースが多いことも特徴。両腕は回数制限を持たないためロボトルにおいては主戦力となる。右腕は威力は劣るものの成功率、隙の小ささに秀でる傾向があり、左腕は成功率に難があるものの威力に優れ、貫通などの特殊な性質を持つものが多くなる傾向がある。脚部は4種類の中では唯一行動が充てがわれていないが移動力や運動性の他、防御力、移動タイプといったメダロットの基本性能を決める、文字通り土台と言えるパーツ。
この脚部はその外見及び性質によって7つのタイプに分けられ、それぞれ得意地形及び苦手地形、大まかな性能に差異がある。ただし後者についてはあくまで傾向に過ぎず、例外と言える性能を持つパーツも存在する。
- 二脚：森林系の地形に強い。最も総数の多い脚部で、性能も様々。
- 飛行：砂漠系の地形に強い。移動速度が極めて速いが装甲が極めて薄い傾向がある。純正構成の両腕パーツに翼が付いているなど脚部単体では飛行型かどうか判別が難しいケースもあるが、脚部単体でも飛行型として機能する。
- 車両：市街地系の地形に強い。移動速度と装甲が高いが、それ以外は平均以下。一見二脚や多脚型であっても、車輪で接地しているものはこちらに分類される。
- 多脚：山岳系の地形に強い。装甲が高いものの防御力は低い傾向がある。性能のクセが強いが、苦手な地形が少ない。その名に反して「足」の存在が確認できないものや不明瞭なパーツも見られる。
- 潜水：水系の地形に強い。回避力が極めて高く、装甲と防御力も高めだが移動速度は低い傾向がある。
- 浮遊：全ての地形にある程度対応できるが、前述の各種タイプの得意地形には劣る。作品によって性能はまちまち。
- 戦車：地形による得手不得手が存在しない。装甲が極めて厚いが、それ以外の能力は低めで、特に移動速度が極めて低い。パーツの重量の概念がある作品では積載量が高い傾向がある。その名の通り無限軌道の構造の脚部が多いが、外見からは確認できないものも多い。

パーツの破壊についてはメディアごとに描写に差異があり、ゲーム版ではティンペットが露出するが、アニメ版ではパーツの色が暗くなることによって機能停止が表現されることが多い。
装甲内部にはナノマシンが織り込まれており、ロボトル等によるパーツの損傷を1時間ほどで修復する。また回復系のパーツが送る信号を受けとれば、ロボトル中でも再生する。動力はソーラーシステムと、メダロット自身の動作によるエネルギー充填のオートマチックジェネレーター（自己駆動発電のような機能）を併用し、半永久的に駆動する。
これはメダロットの経年劣化への耐性、更には行動地域の拡大を完遂する為である。ただし、古くは鉄で造られていたこともあり、頑丈ではあったが錆に弱かったという。また、一般のメダロットでも潜水型以外はさびる可能性がある。特殊な例では有機物が素材となったメダロットすら存在する。
ナノマシンはロボトル以外にも「スラフシステム」として作動しており、通常動作で摩耗する部品を常に修理している。これにより整備の手間を減らしている。ただし、各作品の描写ではロボトル後に修理や包帯を巻きつけるなどの整備過程や内部機器の劣化・長期稼働による全体的な動作不良など、状況により自動修復のみでは対応できないところが存在する。
パーツの開発・発売は、メダロットを世に出したメダロット社の他、メダロット関連企業や諸外国の新鋭企業にも及び、様々なコンセプトのパーツが世に出回っている。
男女それぞれのティンペットに専用のパーツが存在するが、例外としてどちらにも対応した両性パーツも存在する。

#### メダチェンジ
一部のメダロットはメダチェンジと称される可変機構を持つ。変形を行うことで脚部タイプ及び行える行動が変化する他、全てのパーツの装甲値が合算され、パーツが個別に破壊されなくなる。メダチェンジを行うにはメダチェンジ対応機体が純正パーツで構成されており、尚且つどのパーツも破壊されていない必要がある。メダチェンジには前述の条件を満たしていれば無条件で変形可能なシフト変形と、変形前より明確に強化される代わりに変形中はメダフォース(チャージ)を消費し続け、切れてしまうと変形が強制的に解除されるパワー変形に分けられる。
- レクリスモード

ゲーム中のロボトルで実際に使用できる形態。単にメダチェンジと称される場合は通常これを指す。
- クラフティモード

上記のレクリスモードにさらにオプションパーツと呼ばれる追加装備を施すことで変形可能となる第二形態で、さらに強力な破壊力を持つ攻撃を行える。元々はアニメ『メダロット魂』及びゲーム『メダロット3』のイベント時のみに登場する形態でプレイヤーがロボトルでこの形態を使用することはできなかったが、システム上こそレクリスモードと同じ扱いではあるものの『メダロットS』においてロボトル時にレクリスモードの代わりにクラフティモードへの変形が可能なパーツ群が登場したことで実際に使用可能になった。
- トゥイスティモード

2機以上のレクリスモードが合体した形態。この形態に合体することをメダユナイトと称する。現状ではアークビートルダッシュとティレルビートルのトゥイスティモードであるマスタービートルのみが存在する。ゲーム版では『メダロットS』にて前述のクラフティモード同様にロボトル中に変形することでトゥイスティモードに変形可能なパーツが登場したことでプレイヤーも使用可能になったが、あくまでシステム上はレクリスモードと全く同じであるため実際には合体は行われない。

### メダル
メダルはメダロットの頭脳にあたる部分であり、遺跡より発掘されるオリジナルとメダロット社の人工メダルがある。人工メダルは、発掘されるオリジナルの中で稀に発見されるレアメダルを培養してつくられている。アニメ版でレアメダルとされているのは、メタビー・ロクショウ・アークビートル・エンプレスパトラ・ウォーバニット。基本的にこの二種には差異が殆ど無いが、レアメダルはメダフォースと呼ばれる特殊な技を使うことができる（ゲーム版ではメダフォースに対応したメダロッチさえあればすべてのメダロットがメダフォースを使える）。
人工メダルでもレアメダルの波動などによって潜在能力を開花させ「先祖がえり」を起こしてメダフォース発動能力を得ることがごくまれにあるとされている。
メダル自体に性別は存在せず、ティンペットは男型と女型のどちらにも装着することができる。ただし、それはあくまで生物学的な観点からのものに過ぎず、メダル自身には性自認も存在し、男性的、女性的と定義できる口調や性格も存在する。ただし現実の人間同様に両者は必ずとも一致しない。媒体によっては性自認から見て異性のティンペットに装着された際にメダロットが不満を口にする描写も見られる。
メダル自身の人格に付随する倫理や道徳面は様々。ゲーム版においてはこれに関係するように、メダルにはリミッターがついており、これによって「メダロット三原則」を強制的に守らせている。しかし、悪意をもった研究者がこのリミッターを解除しようとすることやメダロットの自由意志を一方的に拘束する三原則自体の存在意義について倫理的な観点から問われることもあり、ストーリーそのものにも深く関わることの多い設定といえる。
- メダロット三原則
  - 第一条 わざと人間を傷つけてはならない
  - 第二条 人間に危険が降りかかるのを見過ごしてはならない
  - 第三条 第一条と第二条を破らない範囲で他のメダロットに致命傷を与えない

ただし、設定の一環であるため、漫画版における三原則はゲームほど厳密には設定されておらず、アニメ版では三原則の設定は存在していない。この三原則でいう「人間」の定義はやや曖昧に扱われている節があり、『メダロット3』において人間の姿をしたスピリットをメダロットが攻撃できたことから相手が人外であることに気付く描写や『メダロット4』において一応人間であるはずのロボロボ団員がメダロット達に攻撃されて吹っ飛ばされるシーンが存在する。この三原則はロボット工学三原則と文面自体は酷似しているものの、人間に対する服従については記載がなく、「傷つける」の定義もあくまで肉体的なものに限られるため、人間に対する反抗や口論などは問題はなく、実際にほぼ全ての作品において描写が見られる。
一般的にメダロッターが最も重視するものであり、遺跡出土はもとより上記人工メダルでも心が宿っているとされる。また人々が個体名を名づける場合このメダルに名づける。
このメダルが破損しない限りメダロットの人格は半永久的な寿命を持つこととなるが、逆に言えばメダルが風化での劣化や物理的損壊などで変質および破壊されてしまうということはメダロットにとっての「死」を意味する。通常のロボトルにおいてこういった事態が起こることはほとんどないものの、作中においてメダルそのものが破壊されたり、それにまつわるエピソードが語られることもある。なお、媒体によっては破損したメダルを修復する技術が存在することもあり、例えばアニメ無印にて宇宙メダロッターXが使用するアークビートルは一度破壊されたメダルを修復したもので、かつての記憶を失っている。また、ゲーム『メダロット5』ではバラバラになったメダルの欠片を集めて研究所にて修復してもらうイベントが存在する。

### メダロッチ
メダロッチとは、メダロットを制御する腕時計型の機械である。時間を表示するモニター部にはメダルの収納スペースがあり、そこにメダルを装填して事前にパーツとティンペットを登録しておけば、2 - 3km以内であればパーツとティンペットが組み上がった状態の機体を自由に転送させる事が出来る。他にもメダロットとの通信やそれによる指令、緊急時のメダル強制排除、戦闘時にはメダロットのパーツの損傷率を提示する等といった機能も存在している。
なお、漫画版ではバージョンアップしており、デザインが一度一新されている（アニメ版のメダロッチはバージョンアップ後のデザインのみを使用する）。
『メダロットDS』では従来の腕時計型ではなく、ケータイのアプリケーションをダウンロードすることで使用できる多機能デバイスとして登場する。ケータイはタッチパネル方式となっており、画面に触れることでコマンドを入力できる。なお、アプリケーションには様々な種類が存在し、ゲームを進めることでその内容を充実させていくことができる。作品によってはスマートフォンであることが明言されていることもある。

## メダロット世界の歴史
以下で説明する厳密な設定はメダロットの世界観をより奥深いものとしたが、設定は各メディアによって（漫画同士でも作者によって）解釈が異なっている。漫画版『メダロット2』の世界観では大学生のヒカルがゲームとアニメでは高校生である等、年表に関しても細かい年に違いがある。それらについては「メディアによる設定の違い」節で説明する。
メダルの発見
メダロットの歴史は、地質学者ニモウサクタメゾウがメダル（当時は六角貨幣石と呼称されていた）を発見することから始まる。タメゾウはそれが恐るべき情報処理能力を秘めていると気づき、悪用を恐れて1938年には六角貨幣石に関するあらゆる特許・権利を取得して研究に専念する。後にニモウサク家は2001年にメダロット社を設立する。
1947年
アメリカ合衆国ニューメキシコ州ロズウェルにメダロット（ALI型）が宇宙より飛来。この時、人類は初めて駆動する状態のメダロットを目撃することとなった。
1976年 - 2001年（メダロットの原型と開発、販売、問題の発生）
ニモウサクタメゾウ教授のもとで学んだアキハバラアトムが、この時点でメダロットの原型を既に完成させていた。
完成していた0 - 5号機のうち、0号機はマザータイプ、1 - 5号機はキッズタイプであった。しかし二足歩行型である4, 5号機のバランサーが不完全であり、友人のオオミヤテツヒト（後の校長先生）が製作した追加パーツに頼っていた。アキハバラはやがて、1993年にマッスルケーブルを、1998年にNFRPを発明し、2000年にはメダロットの本格開発がスタートされる。そして2001年、メダロット社により、ついにメダロットの一般販売が始まった。
一方、メダロットの普及に伴ってそれを利用した犯罪、事件も頻発するようになる。
2003年
ロボトルブームを反映して、メダロッターのロボトル戦績を調査・管理するリサーチ会社、RR（ロボトルリサーチ）社が設立される。母体となった機関は、ソフトウェアやOSを専門とするムラサメ研究所。同社は調査会社でありながら、後に完全自社開発のメダロットを商品化するために苦心することになる（漫画版『メダロットnavi』）。
2004年
増加するメダロット犯罪を防ぐため、セレクト防衛隊を発足。
2006年
第1回「世界ロボトル選手権」開催。
2009年
フシハラゲンゴロウ博士が自動修復機構「スラフシステム」を開発。後に販売されるパーツには、同システムが搭載されている。
2010年（魔の十日間の発生と波及）
セレクト防衛隊の一部によって、メダロットの暴走事件「魔の十日間」が起きる（『メダロット』及び漫画版『メダロット』での出来事。ただしゲームでは「魔の十日間」という単語は出てこない）。事件の再発防止に向けて2013年にはメダロット登録制度が制定され、メダロットの所有が免許制となり、2020年には対暴走プロテクトを搭載した2020型メダロットが発売される。しかし、メダロットをめぐる事件は後を絶たなかった。
2022年頃
- ヘベレケ博士率いるロボロボ団による一連の騒動（『メダロット2』及びアニメ版『メダロット』）
- メダフォースの発見
- Xメダル事件（漫画版『メダロットR』）
- 違法改造メダロットの流通（漫画版『メダロット3』及びアニメ版『メダロット魂』）
- マザー達の暴走（漫画版『メダロット4』）

などが発生。
2023年
RR社、新型OS「naviシステム」を開発。
2024年
RR社の宇宙テーマパーク兼ロボトル管理衛星「クラスター」漂流事件（『メダロットnavi』）が起こり、人類は宇宙メダロットとの接触すら対応を考慮しなくてはならなくなった。事件後、「クラスター」は地球に墜落している。
2026年 - 2027年
すすたけ村でアラクネイトが起こした一連の事件（ゲーム版『メダロット5』及び漫画版『メダロット5』・『G』）によって世間は改めて人とメダロットの寿命の違いによる問題を認識しはじめた。人と比べて途方も無く寿命の長いメダロット達にとって主人との死別は避けられないものであり、26年間黙認してきたメダロット社もこの事件をきっかけに遂にこの問題について本腰を入れて取り組むようになっていった。
2033年
エム･プロジェクト発動。時期を同じくして、ロボロボ団が新たな首領コンフェイトを擁立。その活動（悪事）を再び激化させていく。
2040年
isocaロスト（漫画版『メダロットnavi』）。

## 細かい設定・メディアによる設定の違い

### 各メディア共通の設定
ここでは全メディアに共通されている「メダロット」の設定について記述する。
メダロットとは、素体となるティンペットの背中にメダルをはめ込み、ティンペットの上にパーツを装着する事により完成する。ティンペットは雄型雌型の区別があり、それによって装着出来るパーツの種類が異なる。メダルには雄雌の区別はなく、両方のティンペットに装着できる。メダロットのモデルは外骨格の昆虫であり、ティンペットは神経、メダルは頭脳、パーツは筋肉の役割を果たす。
最初に「厳密には違う」と記述したのは、頭脳となるメダルはどの作品でも人工物ではないオーパーツだからであり、厳密にはサイボーグとなる。
ティンペットは「神経」であり、それ自体に運動能力はないのが基本だが、一部作品ではティンペットのみで歩くシーンもある。

### ゲーム版での設定
第一作には「メダロッチ」という単語は無く、メニュー中の表記も「ケイタイ」であった。その後、漫画版にあわせて第二作目でメダロッチが登場した。
さらにメダロットの名前も、『メダロット2』まではティンペットに付けていた。『メダロット3』以降はメダルに命名するシステムに統一された。設定上、メダロットの人格はティンペットではなくメダルにあるのでメダルに命名するほうが適切。

### アニメ版での設定
アニメ版第1作（以後無印とする）において、メダルをメダロッチに装着した状態でなければ転送は行えず、さらにメダロッチから取り出して機体のスロットルに装着する必要があったが、続編『メダロット魂』においては離れた位置に転送可能であり、メダロッター本人がメダルを差し込む必要がなくなった。
また、無印においては、はっきりと充電している場面はなかったが、『魂』においては1年に一度充電を行う必要があるとされている。
加えて、パーツのダメージの回復は、無印においては光線の照射、湿布のようなものの貼り付けなど、ナノマシンの活性化によるであろう手段によって行われた。なお、パーツの機能が停止すると表面の色が変わった。修理は過剰な損傷がある場合に限られた。しかし、『魂』においては表面の色の変化は見られず、ダメージが軽微であっても修理に出された。
ティンペットは神経よりも骨格としての描写が目立ち、パーツ無しでティンペットとメダルのみで稼動する場面も何度か存在した。

### 漫画版での設定
漫画版はほるまりんと藤岡建機の作品があるが、両者に解釈の違いがあるので別項目とする。

#### ほるまりん版での設定
全体的にお友達ロボットとして描き、パーツのみを玩具として捉えてそれを装着するメダロットには人格を認める。ただし、作中の人々は必ずしも人格を認めているわけではないようで、モノとしてみる者も多い。メダル研究の第一人者であるアキハバラ アトム（メダロット博士）でさえ「（持っている種類のメダルだから）いらん」と発掘したメダルを投げ捨てたり、メタビーを相手に平然と人体実験紛いのことを行うなど、その意識は低いと言わざるを得ないほど深刻である。
転送に関して、『1』ではメダルが手元になくとも呼び出すことでの転送が可能だった。『G』以降では、転送直後はとても冷たいという描写がなされている。また、転送シーンは他メディアの光に包まれ完成されたメダロットが出現するという表現とは違い、まずティンペット、その次にネジ単位まで分解されたパーツが転送された後、それらが自動で組みあがり転送完了となる。
ティンペットがメダロットの神経の役割をはたすという設定が最も濃く出ており、転送時には柔らかなケーブルもしくは針金のように描写されている。簡単に曲がるようにされる一方で、ティンペットにはかなりの強度があり、パーツが切断されようと溶かされようと“骨”は簡単に侵されず、壊れたのは全編を通しても数えるほど。
『1』ではパーツによる攻撃で木を吹きとばしたり、車に穴を開け爆発させるなど強力さが描かれたが次第に抑えた威力表現になった。しかし、違法改造パーツなどは依然として玩具らしからぬパワーをもって描かれる。
パーツの強度はそれほど高くなく、ロボトルやちょっとした事故などですぐに破壊され、内部メカが露出する。ナノマシンを用いた修理はほとんど描かれず、過度の損傷の場合は専門家が修理をするのが一般的のようである。原作者のほるまりんによれば、アニメとの差別化のため破壊描写を取り入れたとのこと。
メダロットが人間を襲う場面が多いことからメダロット三原則は存在しないか、あったとしても強制力がない可能性がある。

#### 藤岡建機版での設定
当初はメダロットが話す場面が少なく、単純に機械や玩具のように描写されることが多かったが、『R』の頃から心を持ったロボットとしての描写が多くなる。
自身がメカニックデザインも務めた『メダロットnavi』の漫画版に於いてのみ、メダロットたちが持ち主に追従しない、完全に独立した人格を持つ者として描かれている。特に作中における「メダロット側の主人公」であるクワガタバイザンは、「人間になりたい」という強い願いの元、様々なメダロットと触れ合う中でその心を成長させていく。

### その他の設定
定義上、メダロットもロボットの一種であるが、『メダロットDS』公式サイト内でのインタビューによれば、ロボットの語源である「労働」についてはメダロット社の契約事項として禁じられている。これについては、メダルを介して人間とは性質の異なる機械の肉体を持つメダロットが、人間の代わりに労働することによる様々な社会的影響が極力発生しないようにし、基本的に子供のおもちゃという一般役割に留めておくため、とされている（『DS』以前のゲーム版では明らかに労働を目的として開発されたメダロット及び実際に労働に従事している描写が見られ、漫画版では紛争地域配属の防衛メダロット、アニメ版ではメダロット部隊の存在がそれぞれ語られている）。
また、顔にあるカメラの前には、カメラから見て可視可能な液晶ディスプレイが設置されており、これで表情を出すことが可能になっている（これについては、ほるまがコミックボンボンのロボット漫画企画で出したコミュニケーション用ロボットにも同様の説明がある）。メタルビートルなど古い機種はカメラに被せるように液晶ディスプレイをつけていたが、『メダロットDS』時点の新型機体では液漏れによるカメラの故障を防ぐため、アイカメラと表情ディスプレイを別々の箇所につけている。
子供たちと公園の砂場で遊ぶことも想定し、関節部に防塵カバーをつけたものが多い。